# Алтисимо
Алтисимо (итал. Altissimo) је насеље у Италији у округу Виченца, региону Венето.
Према процени из 2011. у насељу је живело 342 становника. Насеље се налази на надморској висини од 637 м.

## Становништво
Према резултатима пописа становништва 2011. у општини је живело 2.266 становника.
| 1931. | 1936. | 1951. | 1961. | 1971. | 1981. | 1991. | 2001. | 2011. |
| ----- | ----- | ----- | ----- | ----- | ----- | ----- | ----- | ----- |
| 2.184 | 2.227 | 2.380 | 1.872 | 1.698 | 1.734 | 1.843 | 2.263 | 2.266 |